# Bataille de Zama (109 av. J.-C.)
Pour l'affrontement décisif de la deuxième guerre punique, voir Bataille de Zama.
Guerre de Jugurtha
Batailles
La bataille de Zama ou siège de Zama oppose en 109 av. J.-C., pendant la guerre de Jugurtha, les légions romaines commandées par Quintus Caecilius Metellus aux troupes numides de Jugurtha devant la ville de Zama assiégée par l'armée romaine.

## Déroulement
Marius, fatigué des ruses continuelles de Jugurtha, qui ne lui permet pas de combattre durablement, décide d’assiéger Zama. Il comptait obliger Jugurtha à s'engager en plaine, afin que celui-ci vienne au secours de ses sujets assiégés, et qu’une bataille se livrerait, où celui-ci ne pourrait fuir. Jugurtha est prévenu par un espion du plan du général romain et le devance. Par des marches forcées, il envoie des troupes auxiliaires en renfort dans Zama, qui organisent la résistance des habitants. Ces troupes étaient, de toutes les troupes royales, celles dont il était le plus sûr, vu leur impossibilité de le trahir.
Il promet en outre aux habitants d’arriver lui-même, quand il en sera temps, à la tête d’une armée. Ces dispositions faites, il se retire dans des lieux très couverts. Jugurtha faillit surprendre Marius, détaché avec quelques cohortes pour faire provision de blé à Sicca, ville que Jugurtha avait abandonnée après sa défaite : il accourt de nuit sous ses murs, avec quelques cavaliers d’élite, et, au moment où les Romains en sortent, les attaque aux portes. En même temps, élevant la voix, il exhorte les habitants, leur promettant indépendance, et protection. Les soldats de Jugurtha sont rassurés par la présence de leur roi.

## Bataille
Marius arrive à Zama. Metellus, après avoir fait toutes les dispositions convenables aux circonstancus et aux lieux, investit entièrement la place avec son armée ; il ordonne à chacun de ses lieutenants le poste qu’il doit attaquer, puis donne le signal : en même temps un grand cri s’élève sur toute la ligne. Les numides attendent l’assaut. L’attaque commence.
Tandis que les combats font rage sous les murs de Zama, Jugurtha, à la tête d’une troupe nombreuse, fond inopinément sur le camp romain qu'il prend à revers. Ceux qui en avaient la garde la faisaient négligemment et ne s’attendaient pas à une attaque. Jugurtha s'élance sur le camp, les soldats romains paniquent, certains fuient, d'autres prennent les armes ; la plupart sont tués ou blessés. D'après Salluste, « 40 soldats seulement, fidèles à l’honneur du nom romain, se forment en peloton et s’emparent d’une petite éminence, d’où les efforts les plus soutenus ne peuvent les chasser. »
Metellus en est au plus fort de ses attaques, lorsqu’il entend derrière lui des cris numides. Tournant bride, il voit des fuyards romains se diriger de son côté. Il détache aussitôt Marius vers le camp avec toute la cavalerie et les cohortes des alliés. D'après Salluste, les larmes aux yeux, il conjure, au nom de leur amitié et de la république, de ne pas souffrir qu’un pareil affront soit fait à une armée victorieuse, ni que l’ennemi se retire impunément. Marius exécute ces ordres. Jugurtha, embarrassé dans les retranchements du camp romain, voyant une partie de ses cavaliers s’élancer par-dessus les palissades, les autres se presser dans des passages étroits, se retire enfin dans des positions fortes, avec une perte considérable. Metellus, sans être venu à bout de son entreprise, est forcé par la nuit de rentrer dans son camp avec son armée.
Le lendemain, avant de sortir pour attaquer la place, il ordonne à toute sa cavalerie de former ses escadrons devant la partie du camp par où Jugurtha était survenu la veille. La garde des portes et celle des postes les plus voisins de l’ennemi sont réparties entre les tribuns. Metellus marche ensuite sur Zama, donne l’assaut. Comme le jour précédent, Jugurtha sort de son embuscade et fond sur les troupes romaines. Les plus avancés laissent un moment la crainte et la confusion pénétrer leurs rangs, mais des compagnons d’armes reviennent les soutenir. Les Numides portent des coups terribles. Appuyée par cette infanterie, la cavalerie numide, au lieu de charger et de se replier ensuite, selon sa manœuvre habituelle, pousse à toute bride à travers les rangs romains, les rompt, les enfonçant. Les Romains essuient de lourdes pertes.
Metellus reconnaît bientôt l’inutilité de ses tentatives, ne pouvant prendre la ville, et, la campagne touchant à sa fin, lève le siège de Zama.

## Conséquences
La bataille se solde par une défaite des Romains, Metellus met des garnisons dans les villes qui s'étaient volontairement soumises, et se retire avec ses troupes dans la province romaine d'Afrique.